# Abu Haleema
Shakil Chapra de kunya (alias) Abu Haleema (nacido en 1972 o 1973) es un proselitista musulmán y predicador extremista islámico del Reino Unido activo en plataformas como YouTube, Twitter y Facebook, a pesar de tener prohibido su uso por parte de las autoridades del Reino Unido.

## Biografía

### Antecedentes

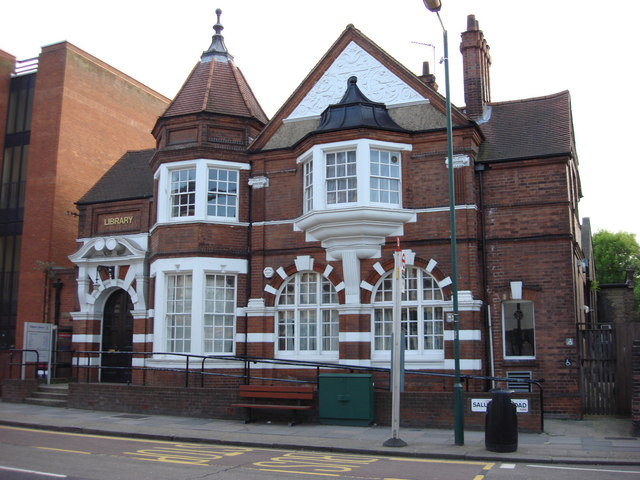
Biblioteca de Kilburn.

Abu Haleema nació en Londres en el seno de una familia de inmigrantes pakistaníes y creció en South Kilburn. Trabajó a tiempo parcial como conductor de autobús. Su alias, Abu Haleema (أبو حليمة), significa «Padre de Haleema», en referencia a su hija.

### Confiscación del Pasaporte de 2014
En abril de 2014, la policía británica entró en el domicilio de Abu Haleema en Londres, confiscó su pasaporte y dejó una carta del Ministerio del Interior explicando que creían que Haleema tenía la intención de viajar a Siria para participar en actividades relacionadas con el terrorismo. Haleema negó la acusación, declarando:
«Ellos creen que estoy involucrado en actividades relacionadas con el terrorismo, lo cual no es cierto, y que podría haber estado pensando en ir a Siria a luchar, lo cual es completamente falso».

### Arresto de 2015
En 2015, fue arrestado bajo sospecha de alentar el terrorismo y se le prohibió utilizar redes sociales para promover sus puntos de vista.

### Documental de 2016
En 2016 apareció en el documental «Jihadis Next Door» del cineasta Jamie Roberts, en el que, a lo largo de dos años, el cineasta se reunió y dio voz a algunos grupos que difundían el fundamentalismo islámico extremista en el Reino Unido.

### Condena de 2021
En 2021 fue sentenciado a dos años y seis meses de prisión por difundir un video que glorificaba al líder del grupo terrorista nigeriano Boko Haram en el aniversario de los ataques del 11 de septiembre, además de 12 meses en libertad condicional extendida.

## Mensaje

Bandera de la Yihad.

Su mensaje promueve una interpretación extremista del Islam y critica a los musulmanes moderados.
En muchas de sus conferencias en línea, Abu Haleema advierte a los musulmanes contra «aliarse con los kafir» o volverse «cómodos» con el taghut. En ellas menciona regularmente el khilafah.
En un video de YouTube de marzo de 2015 titulado «Sharia over your noses», Haleema advirtió:
«Pronto veremos la bandera negra de la sharia en la Casa Blanca. Veremos la bandera negra de la sharia sobre el Castillo de Windsor. Veremos la bandera negra del khilafah en el Canal de Suez.»
En el vídeo de YouTube, “Allying with the kuffar” («Aliarse con los kuffar») declaró:
«No os aliéis con los judíos y los cristianos. Ellos solo son aliados entre sí. Y quien se alíe con uno de ellos, es uno de ellos. Todos aquellos que colaboran con la policía en estrategias antiterroristas son kuffar».
En enero de 2015, Abu Haleema fue una de aproximadamente 400 personas cuyas cuentas de Twitter fueron cerradas, supuestamente por orden de los servicios de seguridad británicos y la Agencia Central de Inteligencia. A pesar de las prohibiciones, Haleema continuó difundiendo su mensaje a través de diversas plataformas, incluyendo WhatsApp y Telegram.

## Conexiones
Haleema está conectado con otros extremistas británicos, como Khuram Butt y Anjem Choudary, simpatizante de ISIS encarcelado y fundador del grupo islamista al-Muhajiroun. Khuram Butt, uno de los atacantes en el atentado del Puente de Londres del 3 de junio de 2017, supuestamente fue radicalizado en gran medida por las conferencias tanto de Choudary como de Haleema, y apareció en un documental sobre Haleema lanzado en 2016.
Después de los ataques de junio de 2017, YouTube eliminó los vídeos de Haleema de su plataforma en el Reino Unido, pero no prohibió los videos a nivel global.